# Billy Haddrell
Billy Haddrell (* 24. Juni 1972) ist ein ehemaliger australischer Squashspieler.

## Karriere
Billy Haddrell spielte von Anfang der 1990er-Jahre bis 2002 auf der PSA World Tour und gewann in dieser Zeit neun Titel und erreichte neun weitere Finals. Seine höchste Platzierung in der Weltrangliste erreichte er mit Rang 20 im Dezember 1999. Zwischen 1991 und 1999 stand er dreimal im Hauptfeld bei der Weltmeisterschaft. Sein bestes Abschneiden war das Erreichen des Achtelfinals 1998. Er unterlag dort Peter Nicol in vier Sätzen.

## Erfolge
- Gewonnene PSA-Titel: 9